# Sesleria coerulans
Sesleria coerulans — вид квіткових рослин родини злакових (Poaceae). Ареал: Албанія, Болгарія, Греція, Румунія, Боснія і Герцеговина, Хорватія, Північна Македонія. Зустрічається на кам'янистих або трав'янистих схилах, а також на трав'янистих альпійських луках серед сланцевих порід.

## Біоморфологічна характеристика
Багаторічник. Стеблини прямовисні, 30–50 см завдовжки. Бічні гілки відсутні. Піхви листків трубчасті на більшій частині своєї довжини, щетинисті. Язичок 0.2–0.4 мм завдовжки. Листові пластинки плоскі, або звивисті, 2–3 см × 1.5–2.5 мм на вершині стебла, мляві, голі. Суцвіття — головчаста яйцеподібна волоть 1.1–3 × 0.7–1.4 см. Колосочки поодинокі. Плодючі колосочки складаються з 2–3 плодючих квіточок. Колосочки довгасті, стиснуті з боків, 4.5–10 мм завдовжки. Колоскові луски подібні, коротші за колосочок або досягає верхівки квіточок, або перевищує верхівку квіточок. Колоскові луски ланцетоподібні, або яйцеподібні, 4–10 мм завдовжки, 1-кілеві, 1–3-жилкові, остисті верхівка гостра, поверхня гола або запушена, остюк 2 мм завдовжки. Плодюча лема яйцеподібна, 4.5–5 мм завдовжки, без кіля, 5-жилкова, поверхня запушена, волохата на спині, верхівка зубчаста, 3–5-остиста; основний остюк 2 мм завдовжки, а бічні 0.5–1.5 мм. Палея 3–6 мм завдовжки, 2-жилкова, поверхня запушена, верхівка остиста, остюки 0.5–1.5 мм завдовжки. Пиляків 3. Зав'язь на верхівці запушена. Зернівка волосиста на верхівці.